# Franciszek Rychnowski
Franciszek Rychnowski (n. 3 octombrie 1850, Velehrad, Zlín, Cehia – d. 1929, Lwów, Lwów Voivodeship⁠(d), Polonia) a fost un inginer chimist.